# Limfoblast

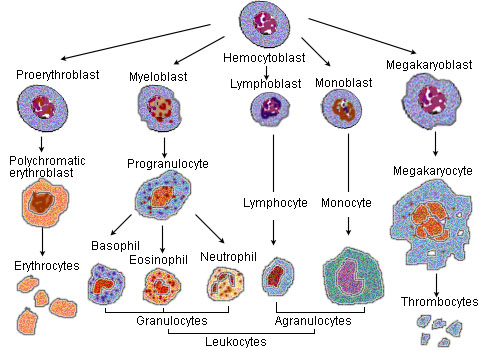
Cytodyferencjacja elementów morfotycznych krwi

Limfoblast – termin oznaczający zwykle niedojrzałą komórkę, będąca prekursorem limfocytu T lub B, powstającą w trakcie limfopoezy. Są to duże komórki (10–18 μm) o szybkim tempie podziałów komórkowych, okrągłym lub owalnym jądrze, zasadochłonną cytoplazmą, której objętość stanowi około 25% objętości jądra oraz z 1-2 jąderkami.
W szerszym znaczeniu mianem limfoblastu określa się również komórki białaczkowe wywodzące się z limfocytów lub też duże, szybko proliferujące limfocyty powstające po rozpoznaniu antygenu.